# Gimcheon Sangmu FC
Gimcheon Sangmu FC (hangul: 김천 상무 프로축구단) är en fotbollsklubb i Gimcheon i Sydkorea. Laget spelar i den sydkoreanska högsta divisionen K League 1 efter uppflyttning 2022 och spelar sina hemmamatcher på Gimcheon Stadium.

## Historia
Klubben bildades 1984 som Sangmu FC och deltog endast i den tredje säsongen av K League 1985. Klubben spelade därefter på semiprofessionell nivå fram till flytten till Gwangju år 2003. Klubben bytte namn till Gwangju Sangmu Bulsajo och gick med i K League igen. Säsongen 2004 bytte klubben namn till Gwangju Sangmu FC och åttonde platsen i ligan den säsongen var det bästa klubben lyckades uppnå i Gwangju. År 2010 bildades där en ny fotbollsklubb, Gwangju FC, och klubben flyttade därmed till Sangju inför säsongen 2011. Klubben bytte namn till Sangju Sangmu Phoenix FC men bytte igen år 2013 till endast Sangju Sangmu FC.
Säsongen 2012 drog sig klubben ur ligan efter trettio omgångar, mitt under säsongen. Det innebar att lagets resterande fjorton matcher gavs som 2–0 vinster till de motståndande lagen. Sangju Sangmu slutade därmed på sista plats i ligan och fick spela kommande säsong i den nyligen etablerade andradivisionen K League Challenge. Klubben blev mästare i premiärsäsongen av Challenge 2013 och genast uppflyttade igen till K League Classic. Efter en sista plats i ligan igen 2014 flyttades klubben ner direkt tillbaka till Challenge. Säsongen 2015 vann Sangju Sangmu andradivisionen för andra gången på två försök och spelar därmed återigen i K League Classic säsongen 2016.

## Klubbrekord

### Säsonger
| Säsong | Division              | Tms.                  | Placering             | Sydkoreanska cupen |
| ------ | --------------------- | --------------------- | --------------------- | ------------------ |
| 1985   | 1                     | 8                     | 6                     | –                  |
| 1996   | Semi-professional Era | Semi-professional Era | Semi-professional Era | Round of 16        |
| 1997   | Semi-professional Era | Semi-professional Era | Semi-professional Era | First round        |
| 1998   | Semi-professional Era | Semi-professional Era | Semi-professional Era | Round of 16        |
| 1999   | Semi-professional Era | Semi-professional Era | Semi-professional Era | Quarter-final      |
| 2000   | Semi-professional Era | Semi-professional Era | Semi-professional Era | Round of 16        |
| 2001   | Semi-professional Era | Semi-professional Era | Semi-professional Era | Round of 16        |
| 2002   | R                     | 11                    | 3                     | Round of 16        |
| 2003   | 1                     | 12                    | 10                    | Round of 16        |
| 2004   | 1                     | 13                    | 8                     | Quarter-final      |
| 2005   | 1                     | 13                    | 13                    | Round of 16        |
| 2006   | 1                     | 14                    | 14                    | Round of 16        |
| 2007   | 1                     | 14                    | 14                    | Round of 16        |
| 2008   | 1                     | 14                    | 14                    | Quarter-final      |
| 2009   | 1                     | 15                    | 11                    | Round of 16        |
| 2010   | 1                     | 15                    | 14                    | Quarter-final      |
| 2011   | 1                     | 16                    | 14                    | Round of 16        |
| 2012   | 1                     | 16                    | 16                    | Round of 16        |
| 2013   | 2                     | 8                     | 1                     | Round of 16        |
| 2014   | 1                     | 12                    | 12                    | Semi-final         |
| 2015   | 2                     | 11                    | 1                     | Third round        |
| 2016   | 1                     | 12                    | 6                     | Round of 32        |
| 2017   | 1                     | 12                    | 11                    | Quarter-final      |
| 2018   | 1                     | 12                    | 10                    | Round of 32        |
| 2019   | 1                     | 12                    | 7                     | Semi-final         |
| 2020   | 1                     | 12                    | 4                     | Round of 16        |
| 2021   | 2                     | 10                    | 1                     | Round of 16        |
| 2022   | 1                     | 12                    |                       |                    |

Key
- Tms. = Number of teams
- Pos. = Position in league

### Meriter
- K League Challenge
  - Mästare (2): 2013, 2015

## Tränare
| Säsong(er) | Namn          | Säsong(er) | Namn          |
| ---------- | ------------- | ---------- | ------------- |
| 1984       | Kim Young-bae | 2010–11    | Lee Soo-chul  |
| 1985       | Jang Jong-dae | 2011       | Kim Tae-wan   |
| 1985–89    | Kim Young-bae | 2012–      | Park Hang-seo |
| 1990–10    | Lee Kang-jo   |            |               |